# Fiat 124
Fiat 124 byl vozem nižší střední třídy turínské automobilky Fiat, který byl představen v březnu roku 1966 a ihned po zahájení prodeje získal titul „Vůz roku 1967“ díky výborně využitému obestavěnému prostoru, moderním pohonným jednotkám, velkému zavazadlovému prostoru a pokrokovým konstrukčním prvkům. Výroba v Itálii skončila v roce 1974. Nahradil starší typy Fiat 1300/1500, nahrazen byl typem 131. Designérem byl Dante Giacosa. V našich zeměpisných šířkách je známa zejména jeho licenční varianta VAZ 2101/2102 vyráběná v Togliatti v někdejším SSSR nejprve pod názvem Žiguli, později pod označením Lada.
Fiat 124 byl koncipován jako rodinný vůz nižší střední třídy a klasické koncepce uspořádání s motorem vpředu podélně nad přední nápravou a pohonem zadních kol. Samonosná ocelová karoserie byla navržena jako čtyřdveřový sedan s velkými dveřmi a výraznou prosklenou plochou. Poháněn byl čtyřválcem OHV s litinovým blokem a hlavou válců z lehkých slitin o zdvihovém objemu 1197 cm³, který poskytoval maximální výkon 60 koní. Spojka byla jednokotoučová, suchá, převodovka plně synchronizovaná, čtyřstupňová. Přední kola byla nezávisle zavěšena na lichoběžníkové nápravě se spodními kovanými a horními lisovanými rameny z ocelového plechu, vzadu byla tuhá náprava s podélnými vodícími rameny příčně ustavená Panhardskou tyčí. Odpružení tvořily vinuté pružiny s vně uloženými teleskopickými tlumiči kmitů. Brzdová soustava byla diagonální, dvouokruhová (u motorizací nad 80 koní s podtlakovým posilovačem), hydraulická s kotoučovými brzdami na všech kolech a ruční mechanickou brzdou působící na zadní kola. 

## Historie
V říjnu 1968 došlo k první obměně modelu 124, jímž byla verze Special se „čtyřokou“ maskou a silnějším motorem 1438 cm³ o výkonu 70 koní. Odpružení zadní nápravy bylo mírně modifikováno, aby nedocházelo na nezpevněném povrchu k „odskakování“ kol. Zhruba o rok později Fiat představil model 124 Special T s motorem Lampredi TwinCam 1438 cm³ DOHC ze Spideru a max. výkonem 80 koní. Vrcholnou verzí Fiatu 124 Special byl tentýž agregát upravený na 1592 cm³ s rozvodem DOHC a maximálním výkonem 95 koní, který se dostal pod kapotu koncem roku 1971. Tento motor bylo možno kombinovat na přání i s pětistupňovou převodovkou, což představovalo ve své době a třídě velmi dynamický vůz. Motory s rozvodem DOHC neměly vačkové hřídele poháněny řetězem jako OHC verze, ale ozubeným řemenem.

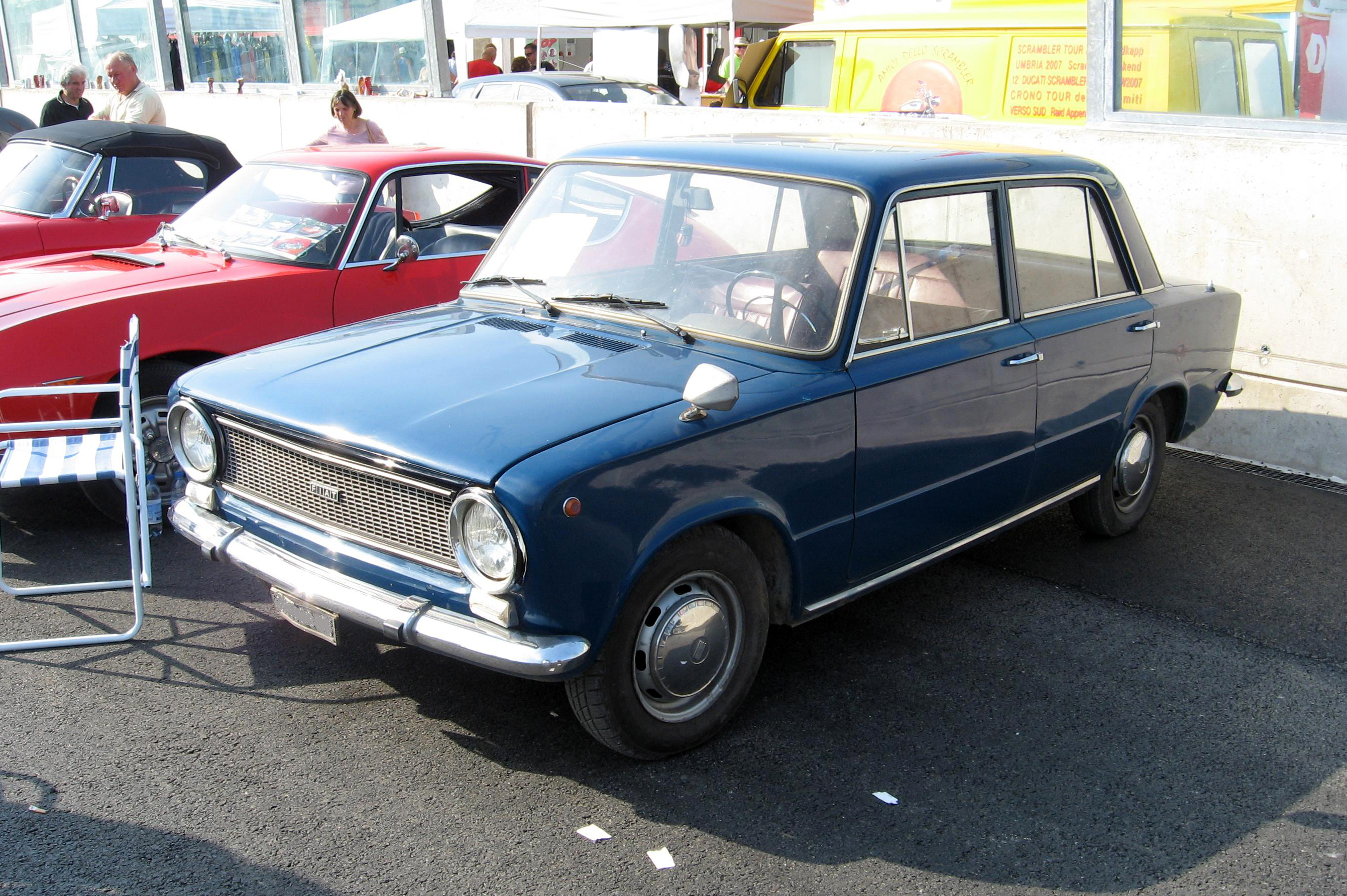
Fiat 124 Sedan
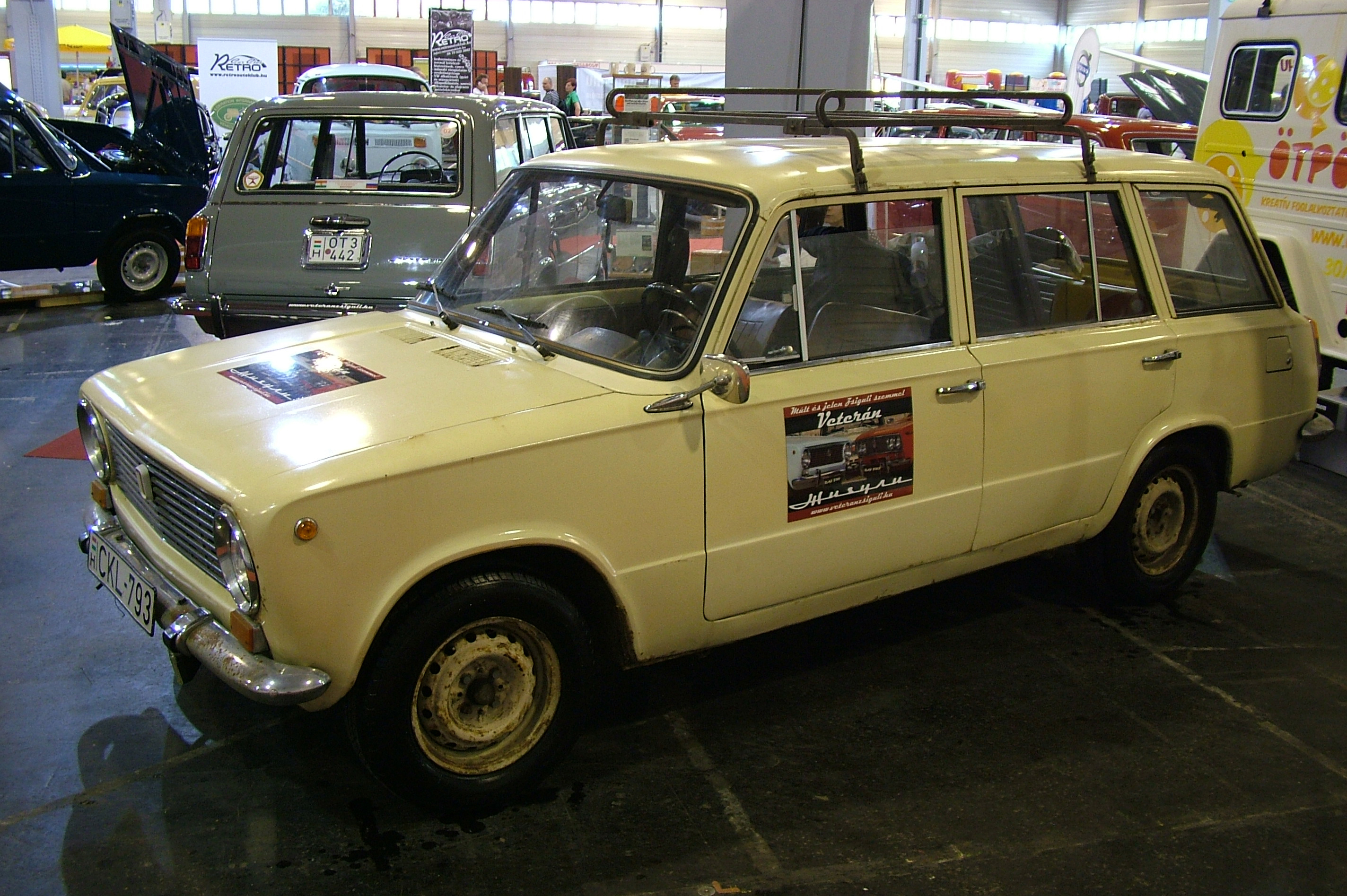
Fiat 124 Familiare
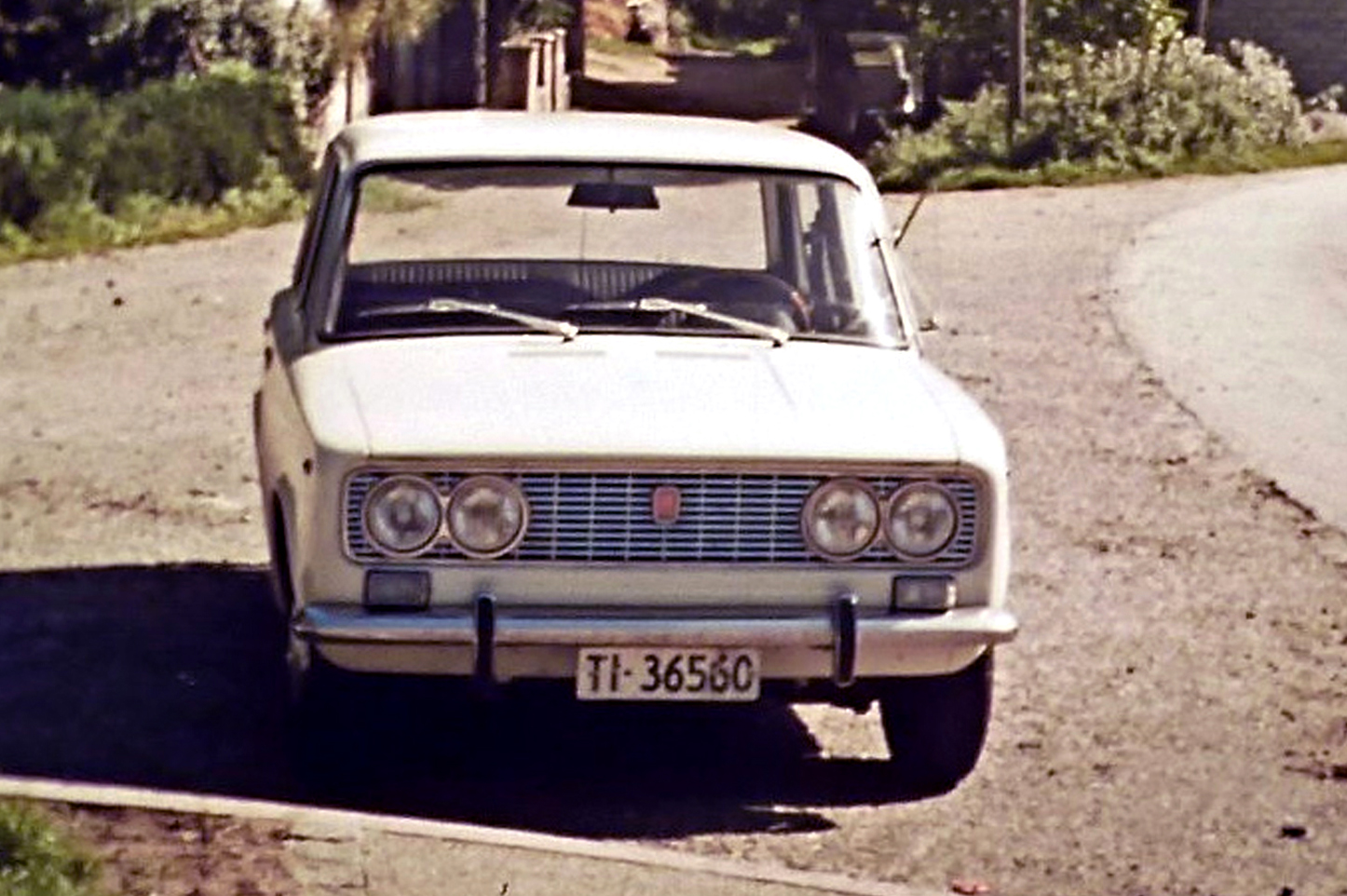
Fiat 124 S

Nedlouho po představení sedanu přišla na trh i varianta kombi (SW) prakticky paralelně s modelem Sport Spider. Sport Spider byl navržen Pininfarinou, proti sedanu měl zkrácený rozvor a byl vybaven výkonnějším motorem DOHC o objemu 1438 cm³/90 koní. Tentýž motor pak byl k dispozici i pro model Fiat 124 Coupé, který spatřila veřejnost poprvé na ženevském autosalonu v roce 1967. Oba tyto modely se však zásadně lišily od sedanu 124 konstrukcí zadní nápravy. Fiat 124 Sport Spider i Coupé měly nezávisle zavěšena všechna kola, vzadu s příčnými a podélnými rameny a teleskopickými tlumiči uvnitř vinutých pružin. Tím se jízdní vlastnosti radikálně posunuly směrem k lepší ovladatelnosti. 

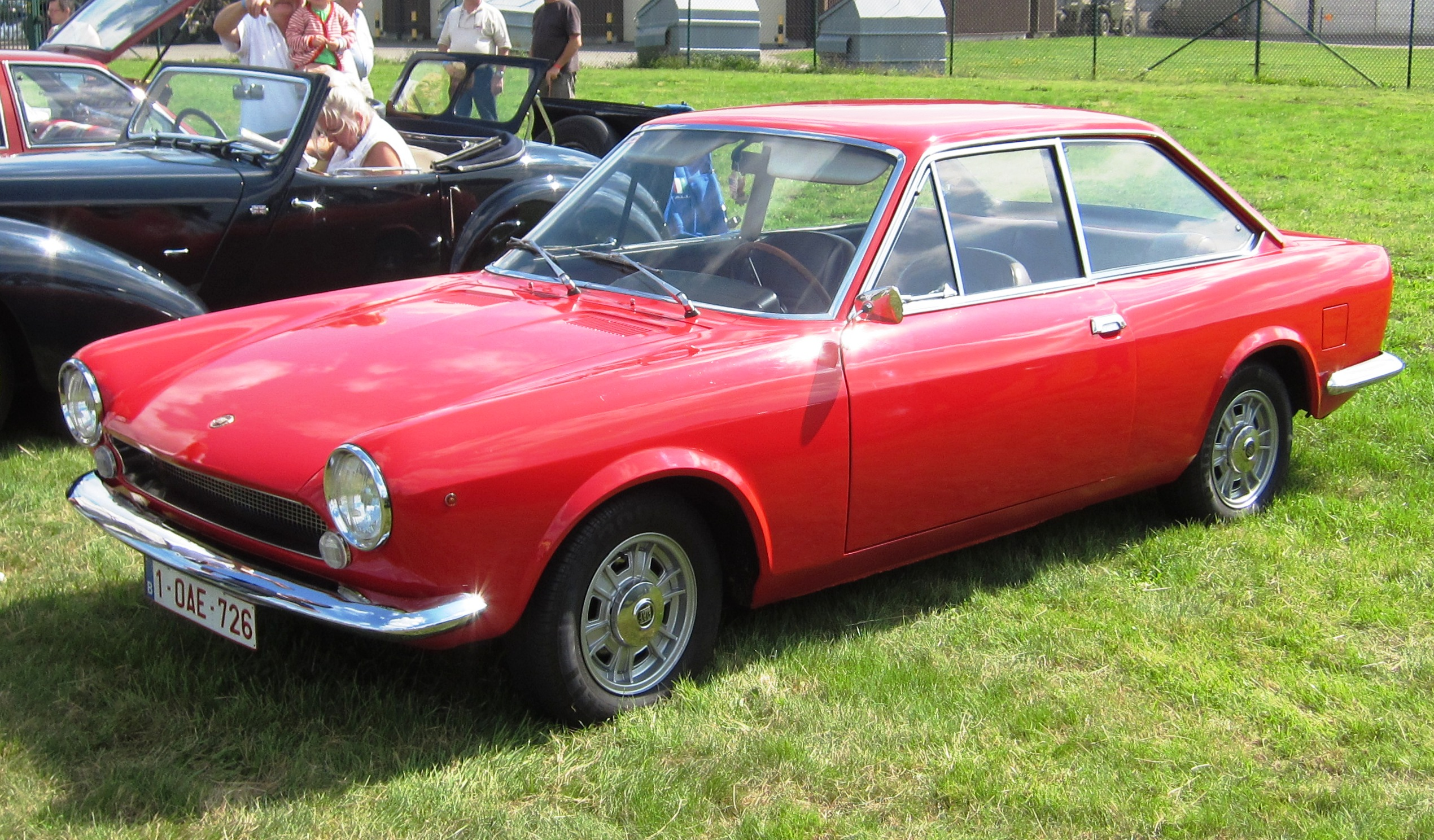
Fiat 124 Coupé (1967–1969)
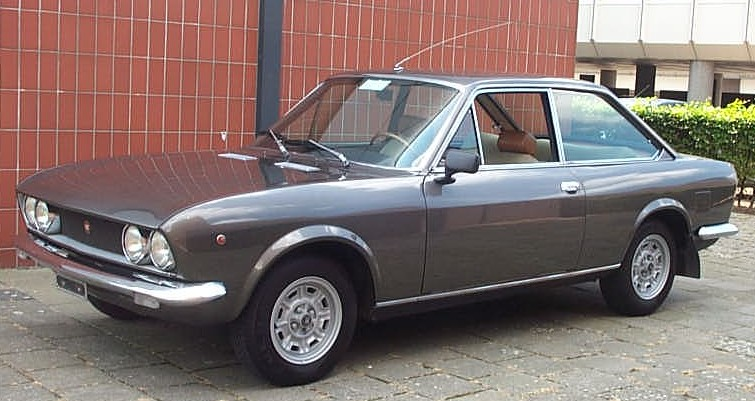
Fiat 124 Coupé (1969–1972)
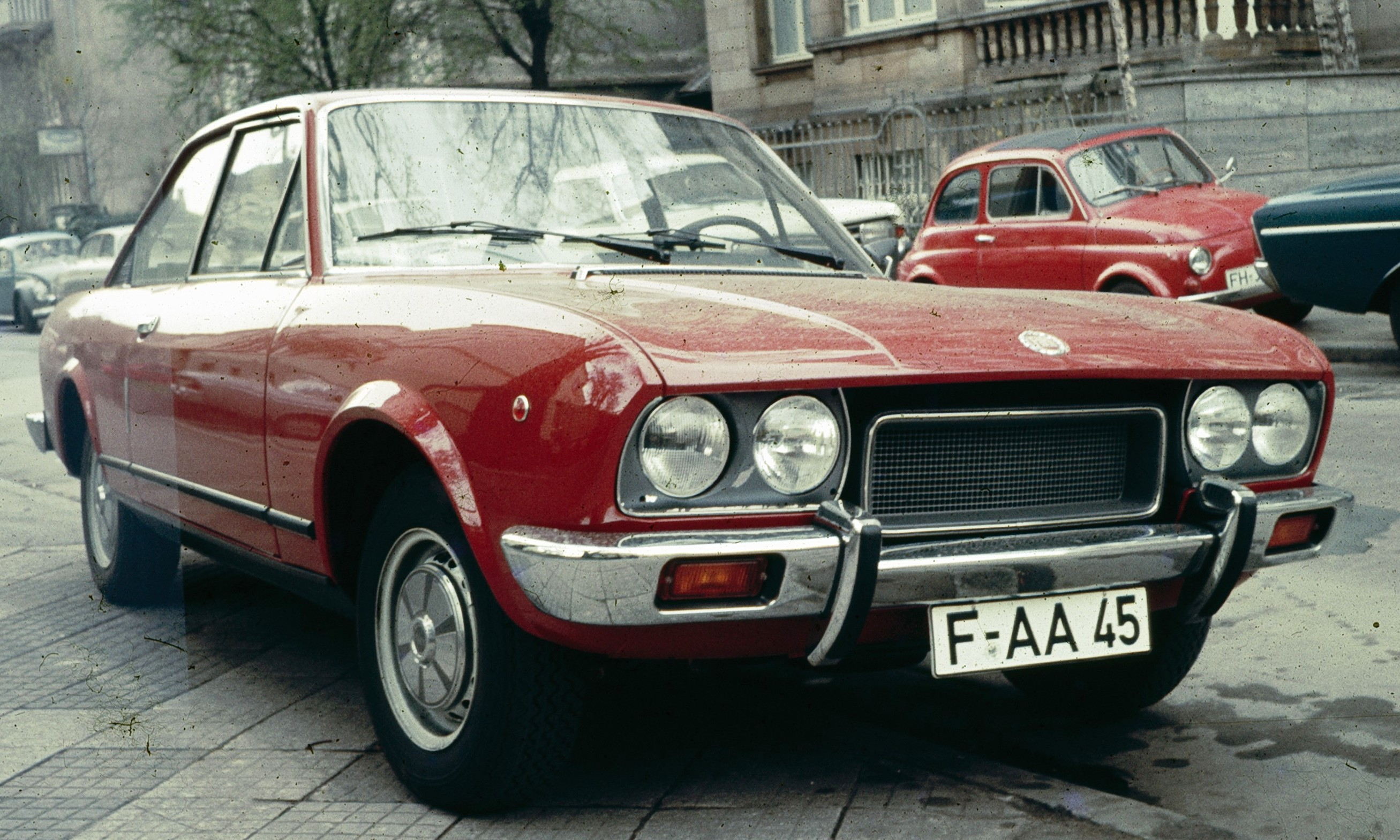
Fiat 124 Coupé (1972–1976)
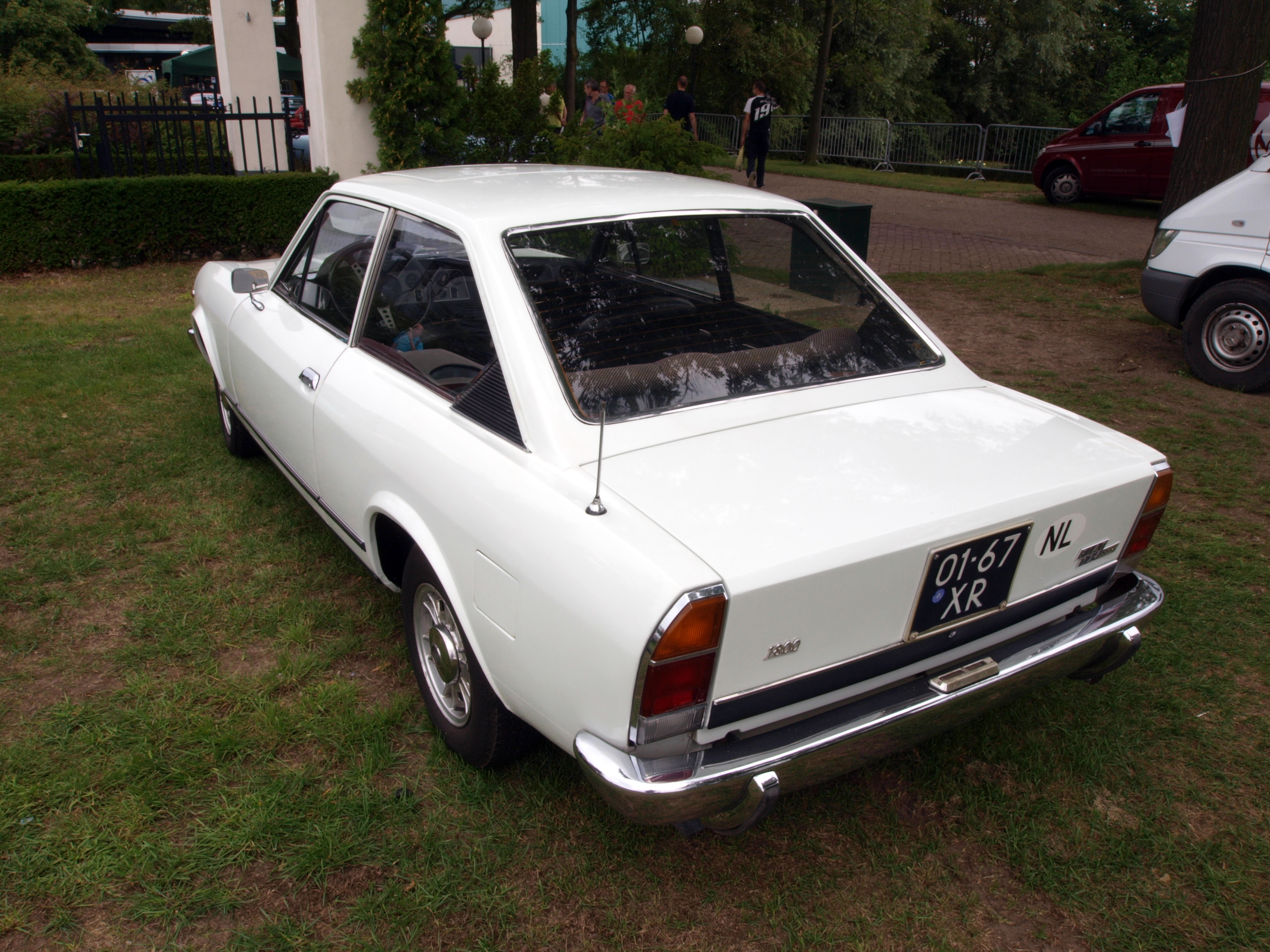
Zádní část
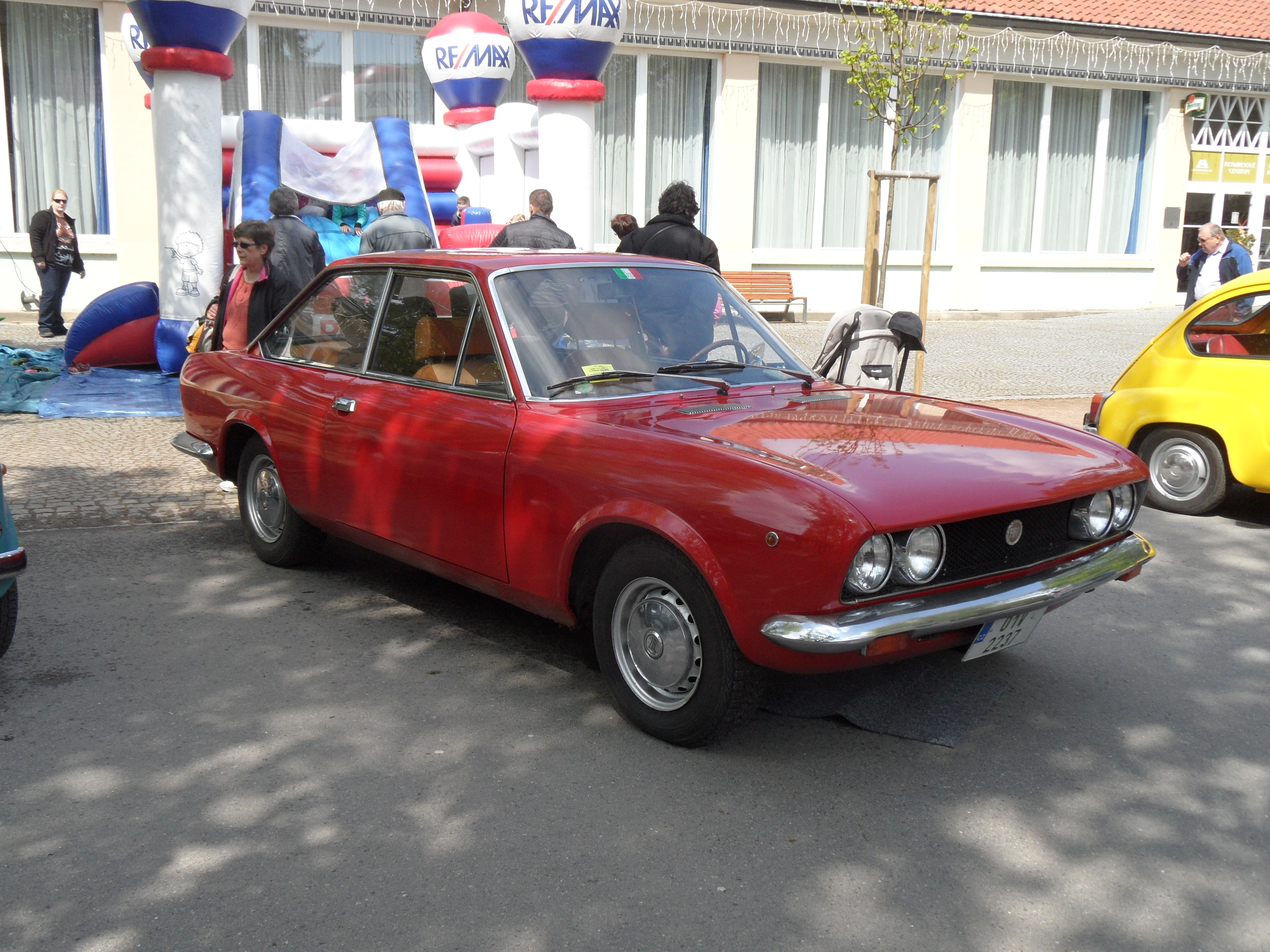
Fiat 124 Sport

Verze Sport Spider a Coupé byly představeny ve 3 generacích, označených AS, BS a CS (Spider) a AC, BC a CC (Coupé). Generace „A“ (AS/AC, 1967–1969) byly vybavovány motorem 1438 cm³, avšak oproti sedanům a SW s dvojitými spádovými karburátory Weber a maximálním výkonem 90 koní. Generace značené „B“ (BS/BC: 1969–1971) disponovaly motory 1592 cm³ s maximálním výkonem 104 koní a později 1608 cm³ s max. výkonem 110 koní. Generace „C“ (CS/CC: 1972–1974) byly teoreticky vybavovány motory 1756 cm³/118 koní, avšak vzhledem k tomu, že drtivá většina produkce byla exportována do zámoří, byl vlivem přísných exhalačních předpisů v USA výkon tohoto agregátu snížen na 93 a později dokonce pouze na 86 koní. 
V roce 1974 byl Fiat 124 nahrazen typem Fiat 131 stejné koncepce, avšak zcela nové konstrukce. Verze Coupé zcela zmizela ze světa. Provedení Sport Spider však vyráběla dál továrna Pininfarina až do roku 1985 převážně pro severoamerický trh (známý i pod názvem Pininfarina SpiderEuropa). Světlo světa spatřily i velmi odvážné modely s přeplňováním, vstřikováním paliva a mnoha dalšími finesami. Z celkového počtu cca 198 000 prodaných Spiderů zamířilo do Ameriky rovných 172 000 kusů. 
Souběžně s výrobou v Itálii byl model 124 vyráběn i ve Španělsku pod názvem Seat 124. Jednalo se výhradně o provedení sedan a SW, většinou s motory 1198 a 1438 cm³. Proti svému italskému originálu se španělská produkce lišila jen v detailech. Seat 124, stejně jako ostatní výrobky Seat nesměly být exportovány mimo území Španělska, což však bylo velmi často porušováno. Zároveň byl typ 124 vyráběn v Brazílii a montován v Indii a Turecku. Část produkce pocházela i z Německa, Jižní Afriky, Maroka, Bulharska, Irska, Portugalska a dalších zemí. 

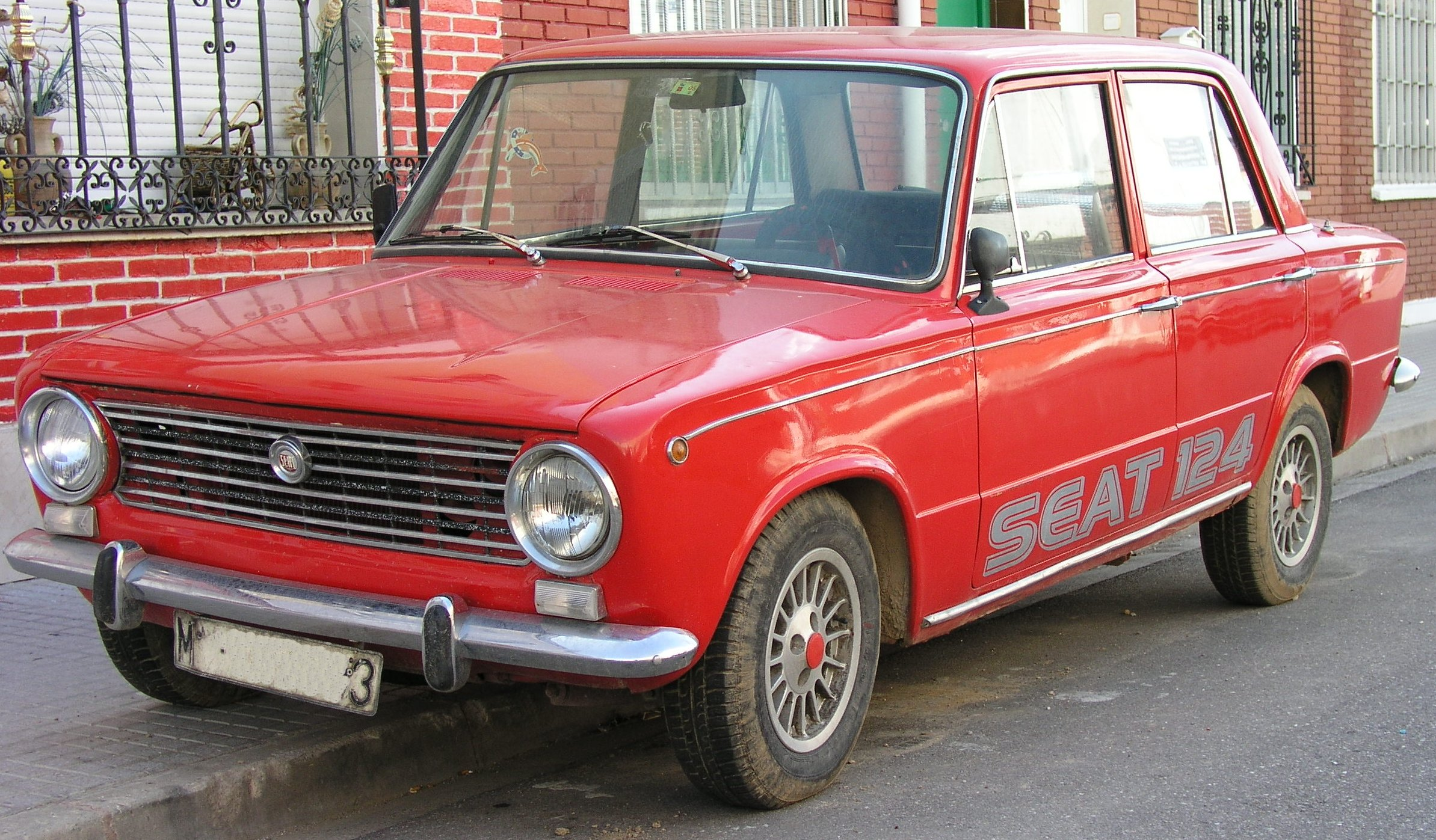
Seat 124
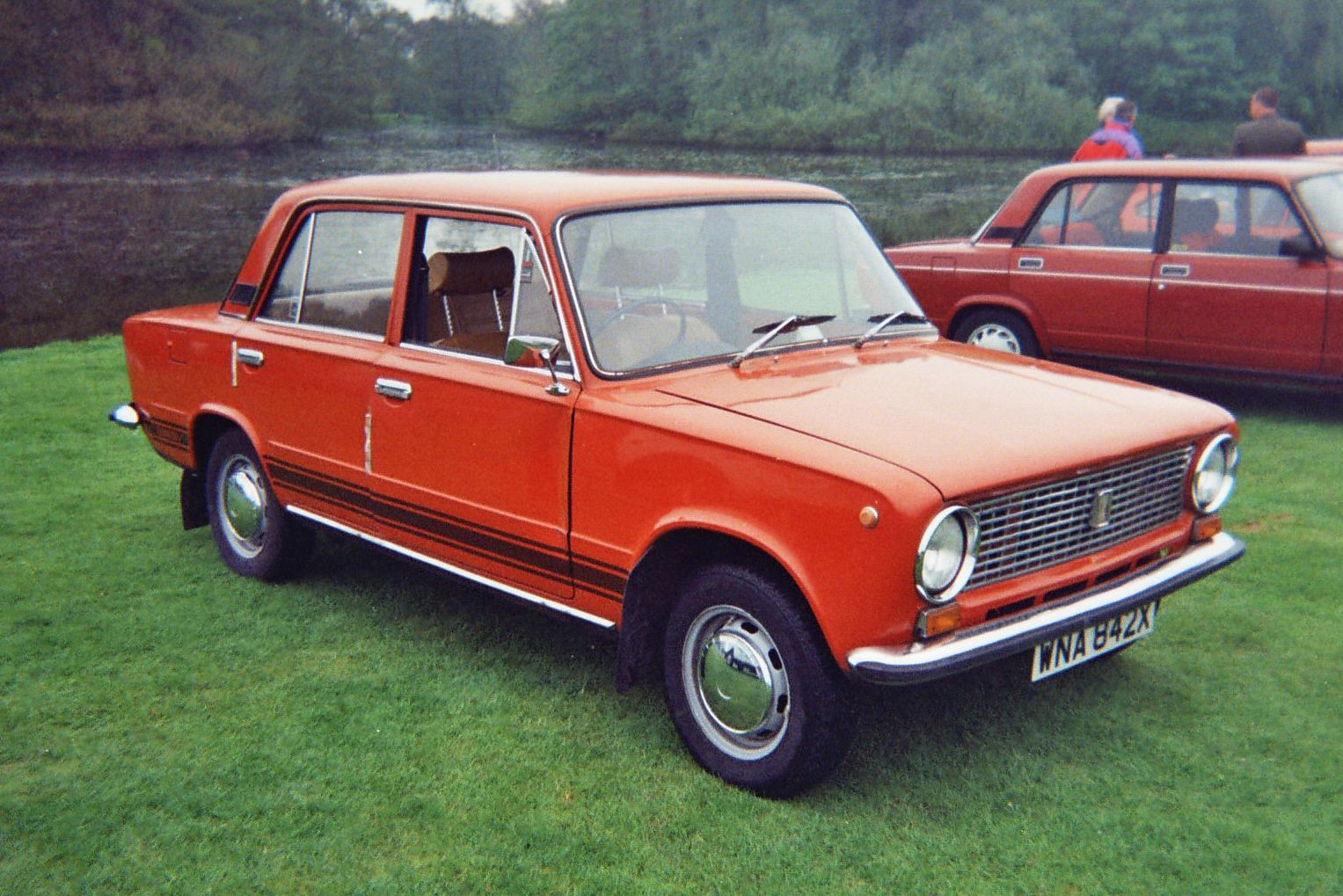
Lada 2101 Žiguli
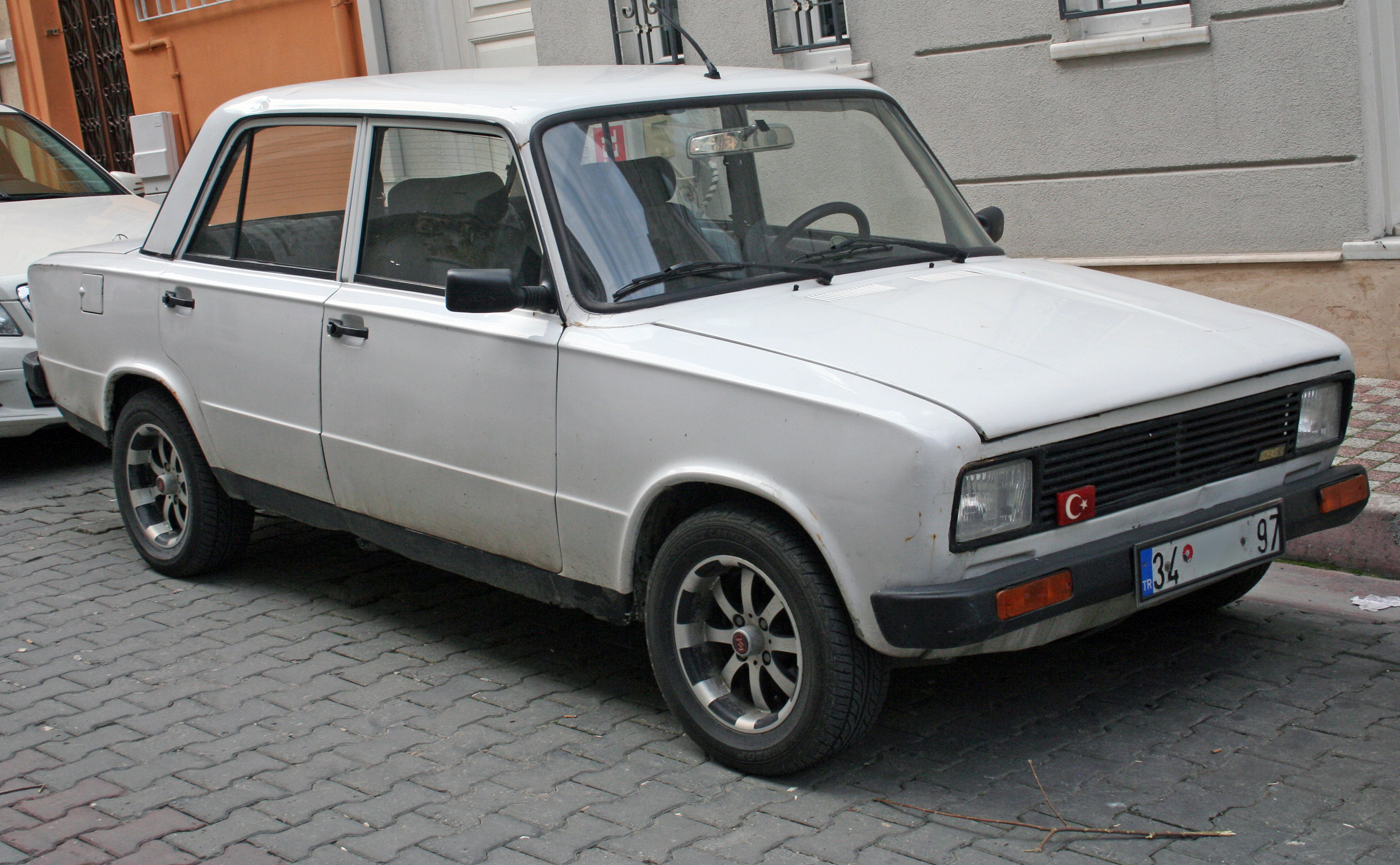
Tofaş Serçe
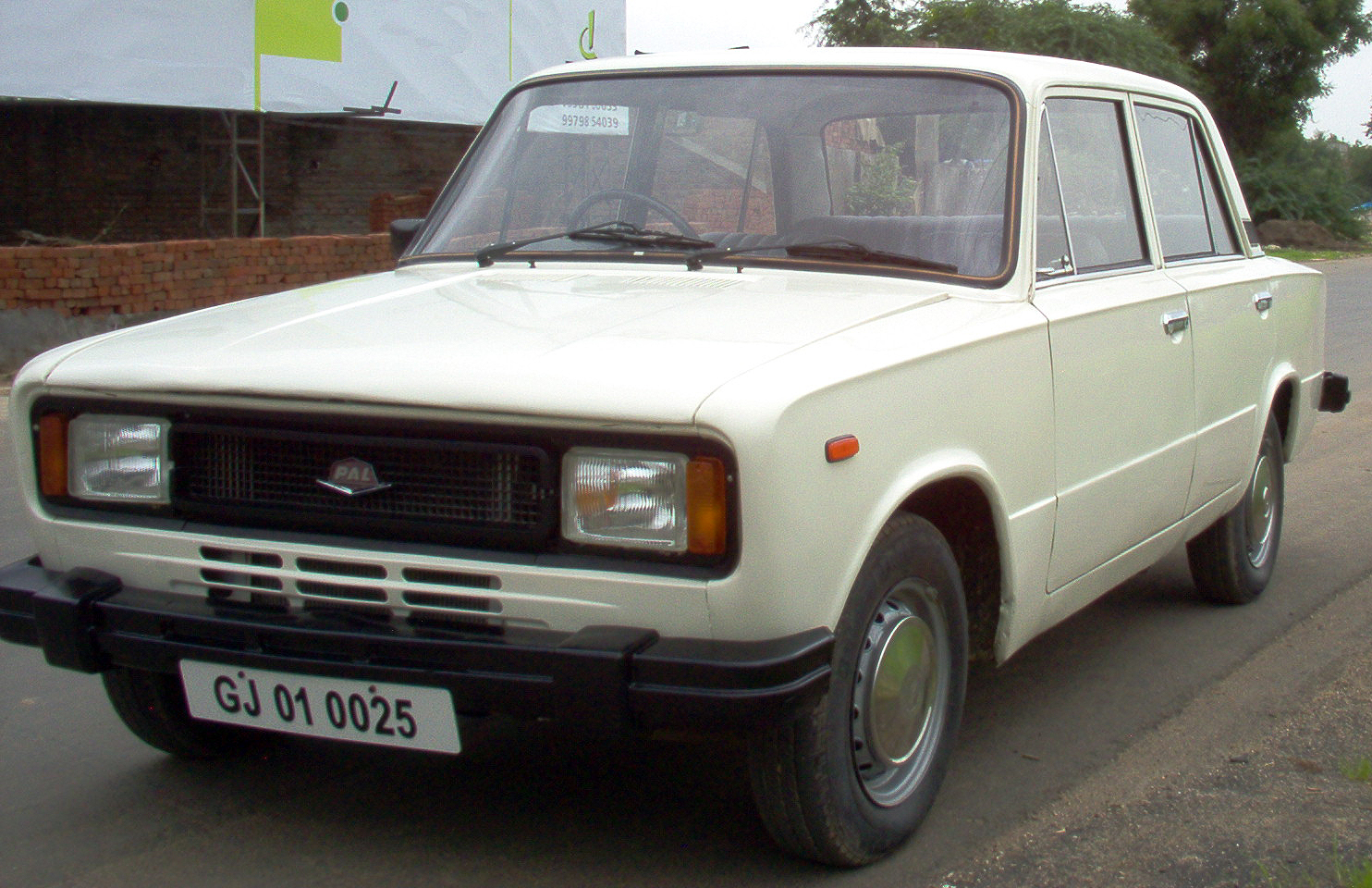
Premier 118 NE

Na základě mezivládních smluv byl automobilkou Fiat v rámci surovinového barteru postaven zcela nový výrobní závod v Togliatti v někdejším SSSR. Zde v roce 1970 odstartovala výroba pozměněného typu Fiat 124 pod označením Žiguli. V roce 1971 započal export ze SSSR nejen do zemí tehdejšího socialistického bloku, ale i mimo tuto zónu. Žiguli však nebyl identickým vozem s Fiatem 124. Byl vybaven novějším motorem OHC s rozvodem dvojitým řetězem, ale s odlišným karburátorem, zajišťujícím startování i za velmi nízkých teplot. V této souvislosti doznalo značnou změnu i topení vozu s větším výměníkem. Po zkušenostech z Polska s typem 125 byla brzdová soustava žigulíků přepracována na provedení se zadními brzdovými bubny a předními klasickými pevnými třmeny místo původních plovoucích. Naopak úpravy na spojce a převodovce zajistily nesrovnatelně vyšší spolehlivost proti mateřskému modelu. Zadní náprava však pocházela z první generace Fiatu 124 a podlaha i celý podvozek byly ještě dodatečně zesíleny a zvětšena byla i světlá výška vozu, což se negativně podepsalo na jízdních vlastnostech, ale podstatně zvýšilo odolnost zejména na rozbitých a nezpevněných cestách. Změny se dočkala i elektroinstalace a mnohé prvky výbavy byly odstraněny (zejména ty na přání) pro snížení výrobní ceny a zároveň zvýšení spolehlivosti vozu. Naopak přibyla benzinová ruční pumpa a možnost startování vozu klikou. Od roku 1973 pak byly do nabídky vřazovány specifické prvky a vzhledem k faktu, že s výrobní technologií bylo sovětské straně poskytnuto i kompletní know-how, započal i vývoj vlastních modifikací původních motorů (nejprve model 2103 s motorem 1452 cm³/75 koní a podtlakovým posilovačem brzd, poté další). Do počátku 80. let dohlíželi na kvalitu výroby - zejména vozů pro export - italští kontroloři, jejich odchodem kvalita výroby citelně poklesla. Sovětská ekonomika pak nedokázala využít potenciál know-how, který od italské strany získala, a ve skutečném vývoji vozu v podstatě nepokračovala. Automobily Lada se dočkaly jen principiálně kosmetických změn exteriéru a interiéru, u motorů se sice měnily poměry vrtání a zdvihu, avšak konstrukčně zůstaly bez výrazných změn až do přesunu výroby v roce 1998 z Togliatti do Továrny Iž. S nadsázkou se dá říci, že nejpodstatnější změnou za celou dobu výroby byla náhrada čtyřstupňové převodovky za pětistupňovou koncem 80. let a náhrada karburátorů za jednobodové vstřikování GM v polovině 90. let.
Výroba populární Lady koncepčně vycházející z Fiatu 124, probíhá v Rusku doposud. Ukončení výroby je plánováno na prosinec 2012. Do ČR se 1700 cm³ modely 21074 (sedan s označením Lada 2107) a 21044 (kombi) přestaly dovážet v roce 1999. Terénní verze NIVA se dováží stále (stav z podzimu 2010). V Rusku se poslední vyráběné typy 2105 / 2107 s motorem 1.6 8V, splňujícím pouze emisní normu Euro III, prodávají v přepočtu asi za 110 000 Kč (listopad 2010).

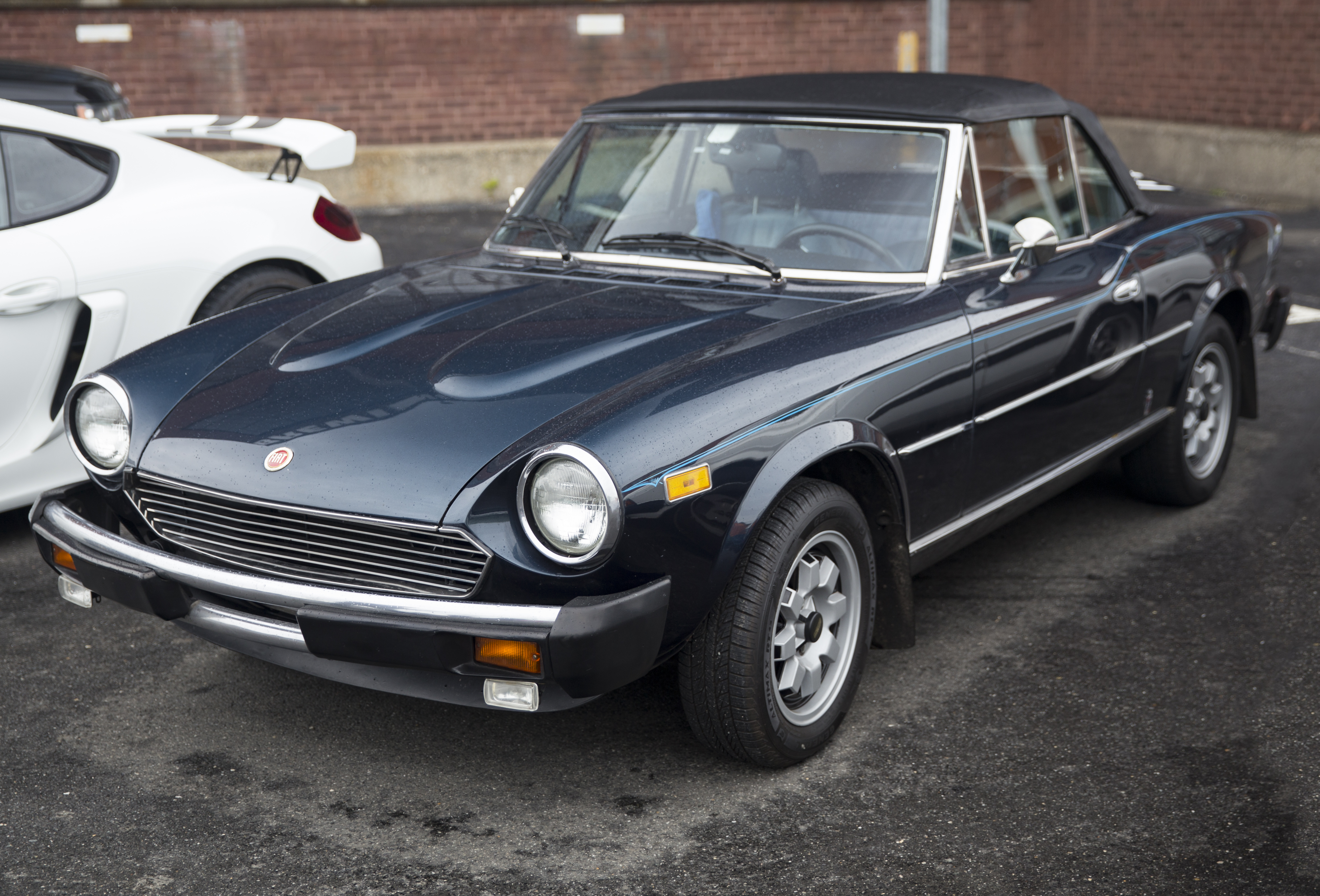
Fiat 124 Spider (1981)
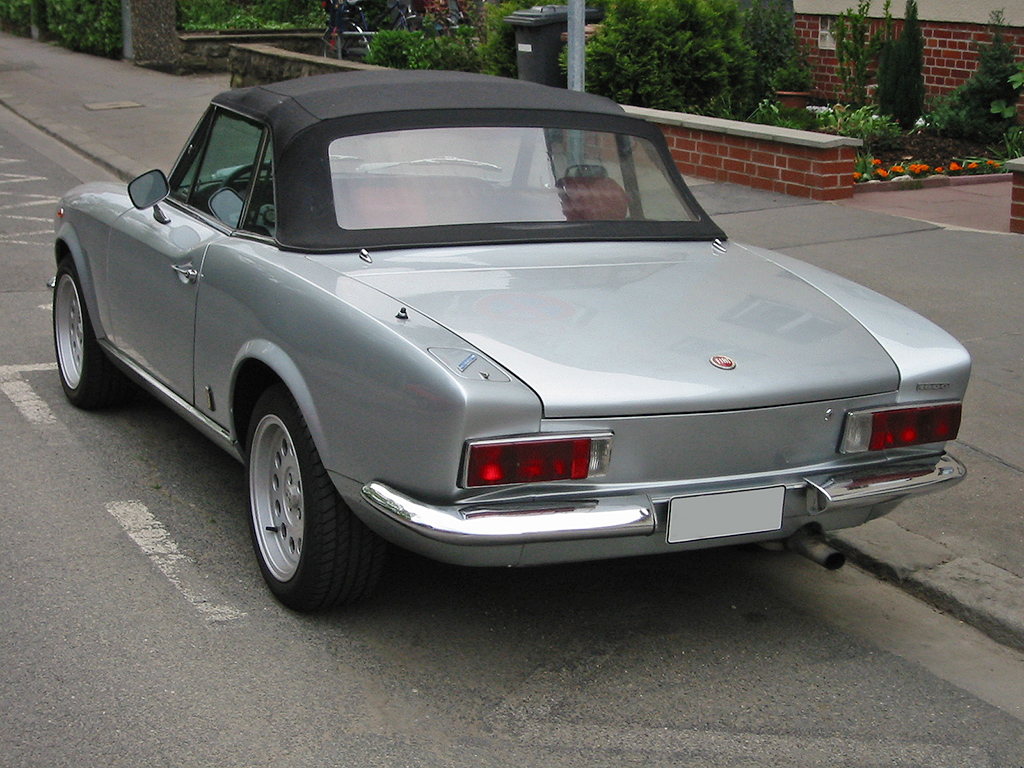
Fiat 124 Spider
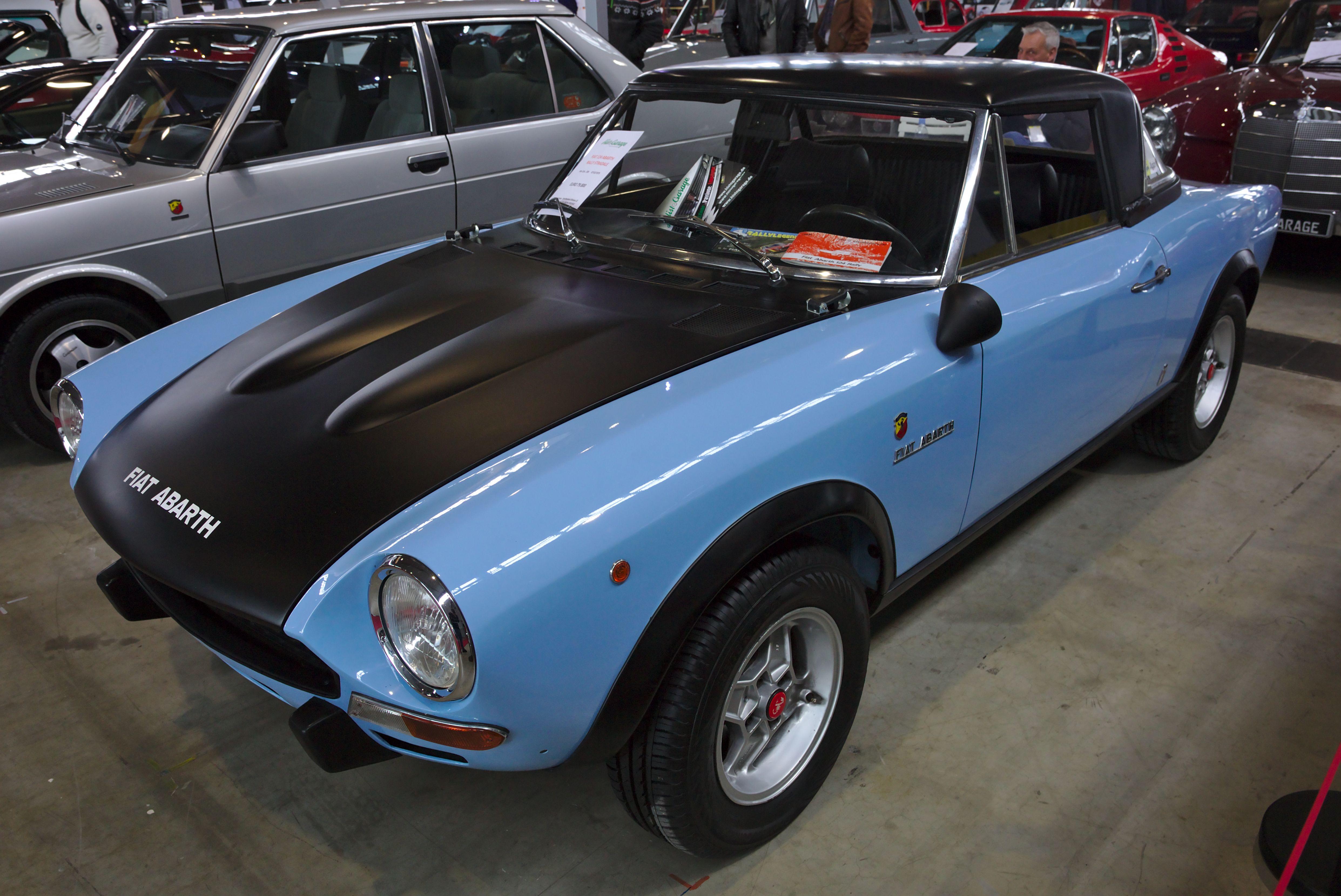
Fiat 124 Abarth Rally
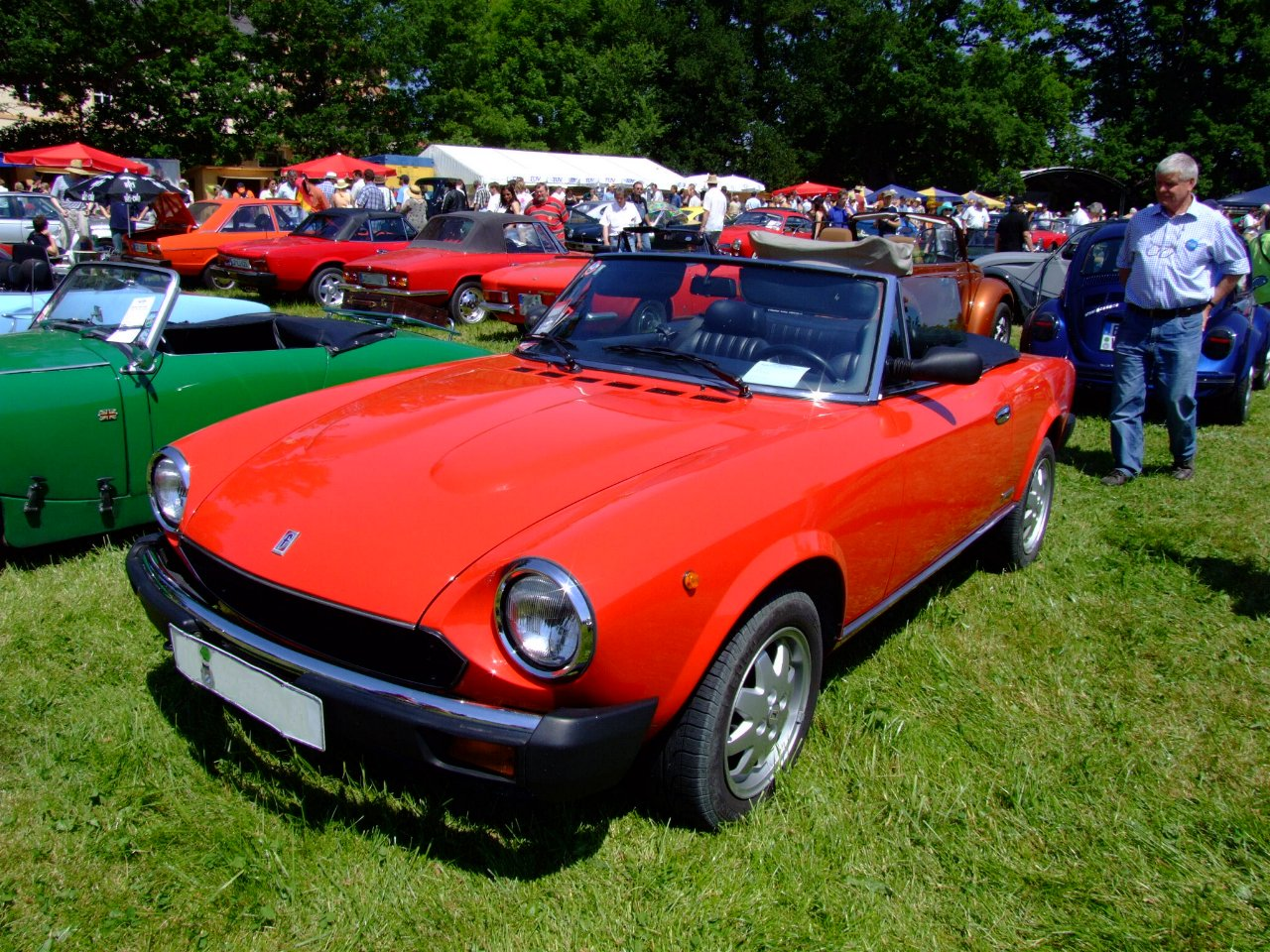
Pininfarina Spider Europa 124 DS (1984)